# Christina Robertson
Christina Robertson, född Saunders i Fife i Skottland 1796, död 1854 i Sankt Petersburg i Ryssland, var en skotsk målare. Hon är särskilt känd för sina porträttmålningar av medlemmar av den ryska tsarfamiljen. 
Hennes uppväxt är okänd. Hon gifte sig 1822 med konstnären James Robertson och fick åtta barn. Från 1823 deltog hon i de årliga utställningarna vid Royal Academy of Arts i London. Hon blev den första av sitt kön som valdes till hedersledamot i Royal Scottish Academy. Hennes målningar motsvarade tidens stil och smak och hon blev uppmärksammad i Ryssland, där hon blev en populär porträttmålare vid den ryska överklassen. Hon besökte Ryssland 1839, 1841, och 1847 och därefter 1849: hon kvarblev i Ryssland efter sitt sista besök. 